# Adept
Adept (av latin: adeptus, som ernått något), var under medeltiden en person som föregav sig ha funnit De vises sten, alltså en mästare i alkemi och guldmakare.
Senare kallades personer som var lärjungar i en svårlärd konst eller vetenskap för adepter. Alltså en person som blev invigd i ett ordenssällskaps hemligheter eller i någon djupsinnig och för allmänheten svårtillgänglig kunskap. Numera används ordet ofta som en synonym för en lärjunge eller elev i mer allmän betydelse, till exempel i sportsammanhang.